# امسحوا كل شياطين البقر وأرواح الثعابين

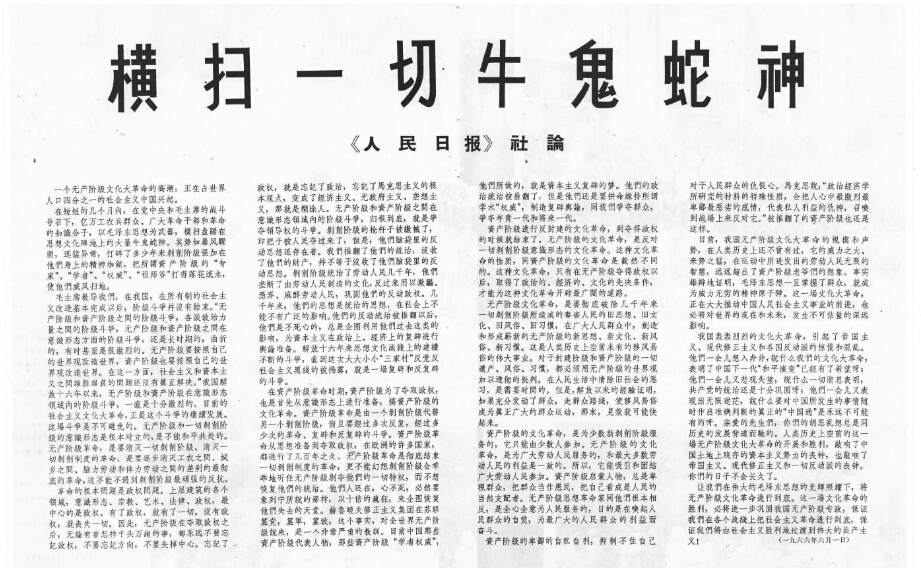
افتتاحية: امسحوا كل شياطين البقر وأرواح الثعابين

امسحوا كل شياطين البقر وأرواح الثعابين  (بالصينية: 横扫一切牛鬼蛇神)   هي افتتاحية نشرتها صحيفة الشعب اليومية في الأول من يونيو عام 1966،  تدعو الجماهير إلى النهوض و"القضاء على كل شياطين البقر وأرواح الثعابين". 
تعلن الافتتاحية أن "الثورة الثقافية البروليتارية الكبرى بلغت ذروتها في الصين الاشتراكية، التي تُمثل ربع سكان العالم". وتدعو البروليتاريا إلى "القضاء التام على جميع الأفكار والثقافة القديمة والعادات والتقاليد القديمة التي أفسدت حياة الشعب الصيني لآلاف السنين، والتي غذتها الطبقات المُستغلة". 
أشارت شياطين البقر وأرواح الثعابين إلى الأشخاص الذين أُدينوا خلال الثورة الثقافية، بمن فيهم قادة الحكومة والمثقفون والكوادر المُدانون. إن الادعاء بـ"القضاء على جميع شياطين البقر وأرواح الثعابين" هو في الواقع جزء من حملة مكافحة "الأربعة القديمة" والحفاظ على "نظرية سلالة الدم".